# Sigara böreği

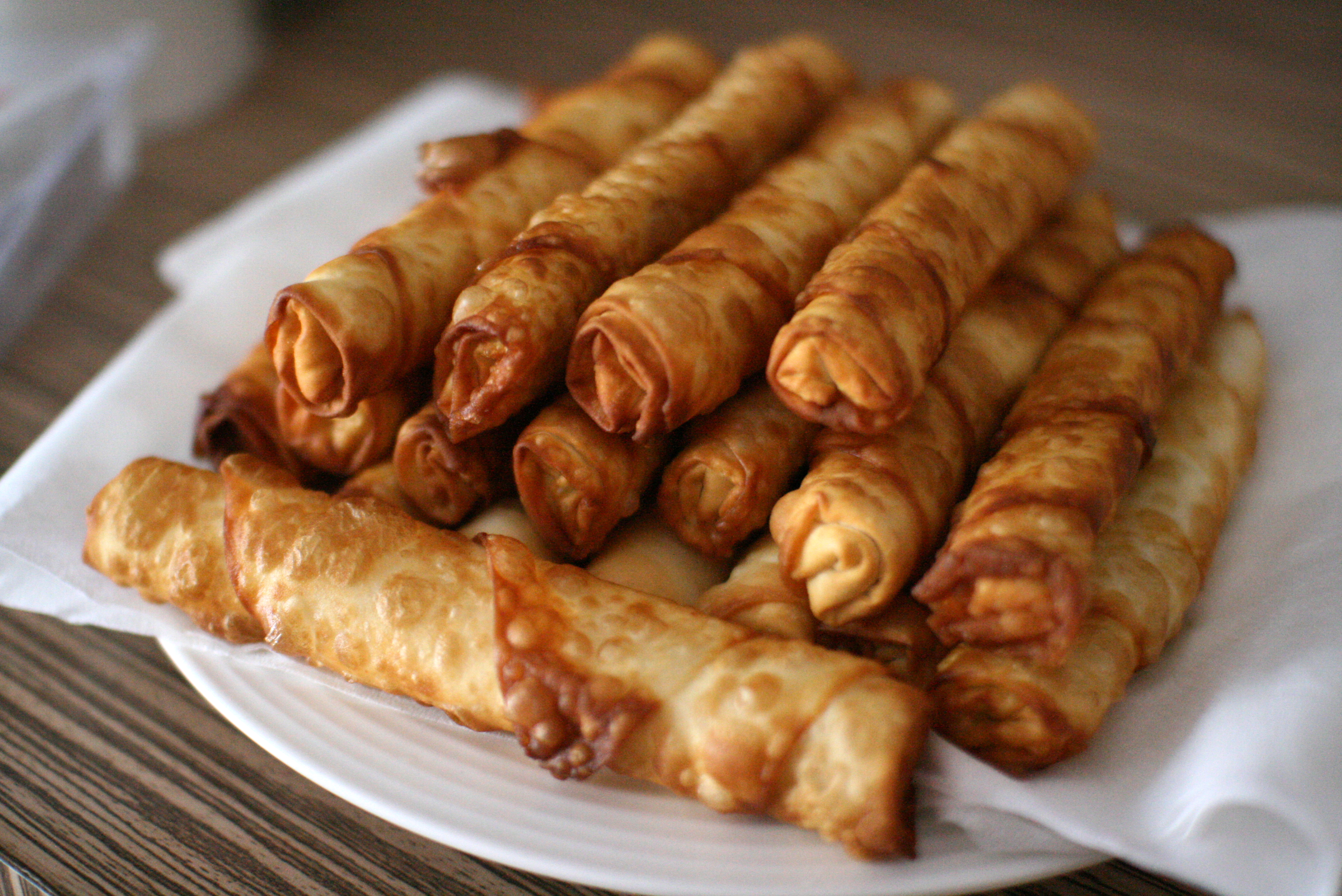
Sigara böreği

Sigara böreği (türkisch, etwa „Zigaretten-“ oder „Zigarren-Strudel“) sind fingerdicke, gefüllte und frittierte Teigröllchen der türkischen Küche, die als Vorspeise oder als kleine Zwischenmahlzeit gegessen werden. 
Zur Zubereitung wird zuerst Salzlakenkäse mit Kräutern und Gewürzen wie Petersilie, Dill, Minze und scharfem Paprikapulver vermischt. Etwa 1 Teelöffel dieser Füllung wird am kurzen Ende der dreieckigen Yufka-Teigblätter verteilt. Der Teig wird an beiden Seiten eingeschlagen und schließlich so aufgerollt, dass ungefähr fingerdicke, zigarrenähnliche, etwa 15 Zentimeter lange Röllchen entstehen. Diese werden in Pflanzenöl frittiert oder gebacken und warm serviert. Es gibt auch andere Füllungen, zum Beispiel auf Basis von gekochten Kartoffeln und Tomatenwürfeln sowie aus gewürztem, vorher angebratenem Hackfleisch. 
Sigara böreği werden meist mit der Hand gegessen. Mögliche Beilagen sind Petersilie, Rucola, Paprikaschoten, Cacık und Ähnliches. Vorbereitete Sigara böreği zum Fertigbacken sind im türkischen Lebensmittelhandel erhältlich, fertige Sigara böreği werden in türkischen Gaststätten angeboten.